# ローマ皇帝一覧

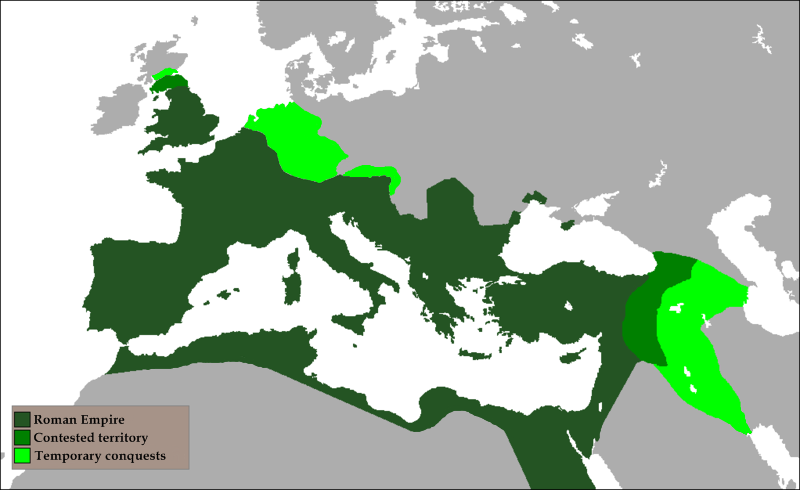
帝政ローマの最大版図

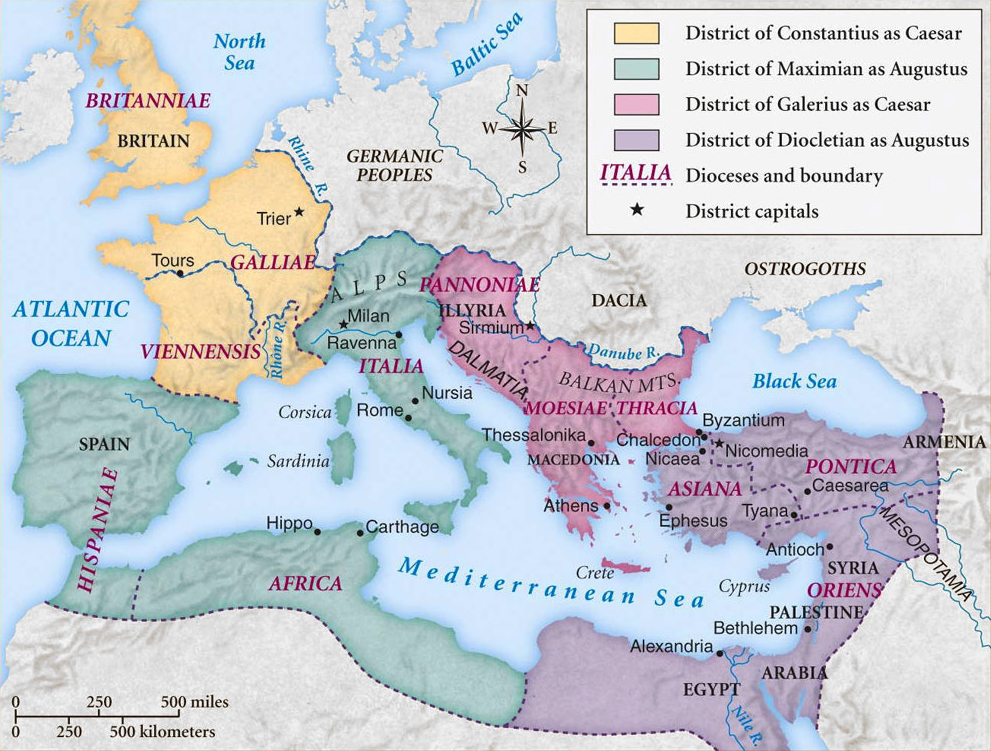
テトラルキア

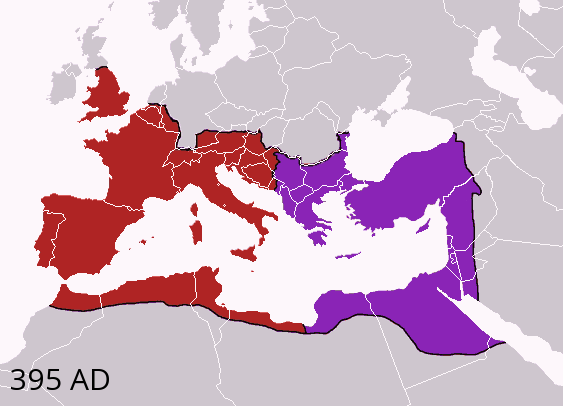
西ローマ帝国（茶）と東ローマ帝国（紫）

ローマ皇帝一覧（ローマこうていいちらん）では、現代において一般に古代ローマ帝国の正統な君主とみなされている皇帝を網羅する。

## 解説
ローマ皇帝という名称は幾分、現代的な用法であって必ずしも当時の人間がその様に呼称したものではないし、時代毎に制度上の位置付けも変動している。しかしどうあれ、アウグストゥス以降にローマという国家で定着した「個人に専制的な権限を与える習慣」を端的に表現する上で、的確な用語であると多くの場合で見なされている。古代に地中海世界において強大な勢力圏を作り上げたローマは、共和制から君主制へと大きく政治制度の改革を行い、議会政治（「元老院及びローマ市民」）から個人による独裁への転換を事実上容認するようになった。
しかし、こうした体制を確立したアウグストゥスは、元老院（議会）への配慮から共和制を建前上は維持する道を選び、「共和制における独裁」を模索した。従ってアウグストゥスはかつて存在した「ローマ王」や、それに比類する如何なる爵位や君主号を拒否した。その一方で共和制に存在した様々な役職や特権を自らの独占とし、更に元老院を監督する立場にあるプリンケプス・セナートゥスを終身の称号として受け取った。アウグストゥスと共に初期のローマ皇帝とされる人々も一様にこうした方策で独裁体制を築き上げたため、独裁的で血統主義的な要素（アウグストゥスも最後まで親類での権力継承を望んだ）を持ちつつも、議会が一定の力を維持していた。歴史学者達はこれを「プリンキパトゥス（元首政）」と呼び、単なる「専制的な君主制」とは異なるものであると評価している。
元首政は帝政時代の半分を占める300年間ほど維持されたが、セウェルス朝末期の混乱と断絶によって各地の将軍による帝位簒奪と内乱が繰り返される「3世紀の危機（軍人皇帝時代）」が始まり、帝国は急速に荒廃していった。こうした状況下で帝位を獲得したディオクレティアヌスはより強大な君主制が必要と考え、強力な官僚制を作り上げて皇帝が官僚を通じて人民を支配する体制を整備した。また、それまでの実質的な君主号であったプリンケプスに変わり、「我らの主」を意味するドミヌス・ノステルを用いたことから、歴史学者達はディオクレティアヌス以降の帝政を「ドミナートゥス（専制君主制）」と呼称している。
また、ディオクレティアヌスは皇帝権を二分（西方正帝・東方正帝）すると、共同皇帝マクシミアヌスに帝国の西半分の防衛を担当させて帝国の分担統治を開始した。更に副帝もそれぞれ東西ごとに一人ずつ設置（西方副帝・東方副帝）して、それぞれに職務を分担させることで最終的に皇帝権は四つに分割された（テトラルキア制）。当初のテトラルキアは職務の分担であって地理的な分割など想定されていなかったが、結果的にはローマ帝国の政治的分裂（西ローマ帝国・東ローマ帝国）という結末を招いた。しかし、両地方の宮廷が政治的には独自の行動を取り合うようになった後も、両政権は法律的には一つの国家という立場を維持し続けた。例えば、東西の皇帝は等しく同等の権限を有しており、東西いずれかの皇帝が没した際には残り一方の存命の皇帝が東西の両地域を統治することとされていた。
その後、西ローマ帝国では皇帝府は明確に没落し、476年あるいは480年に消滅した。対する東ローマ帝国では皇帝府は軍事的危機を迎えながらも継続され、中世を経て近世にオスマン帝国に滅ぼされるまで存続した。また前述の制度から、西ローマ帝国の皇帝政権消滅後は自動的に東ローマ帝国の皇帝がローマ帝国全土を担当することとなり、法律的にはローマ皇帝権の再統一が果たされたことになる。
上記の複雑な経緯から、どのような条件を満たせば「正当な」皇帝と呼べるのかを設定するのは容易でない。皇帝とは、必要とされたときに相応しいとされた人物が種々の権限を独占した結果として「皇帝になった」ものであって、ローマ法にも皇帝の正当性を決める規則などというものは存在しなかった。
ローマ皇帝の本質の一つは、その断絶性である。制度上、皇帝に与えられた数々の権限は世襲や相続が禁止されており、帝位は個人に与えられる一代限りの特権であった。原則としては、正式なアウグストゥスの称号を授与できるのはローマの元老院だけである。一方で、皇帝は常に多忙であり、状況によっては下位の補助者（カエサル）や同僚（アウグストゥス）に職務を分担させる必要があったため、現職の皇帝による同僚の推薦は概ね尊重され、元老院からも追認された。また、軍事的成功において軍団の兵士達から皇帝と宣言されることもあった。古代において戦勝は神々によってもたらされる恩恵であったので、首都ローマでの凱旋式におけるインペラトルの歓呼は、凱旋将軍が神々によって指名された人物であることを示すものと理解された。すなわち、しばしば「皇帝」とは以下のような判断基準で決められたのである。
- 元老院から正式にアウグストゥスの称号を授与された者（1）
- 現職の皇帝から共同統治者あるいは補助者として権限を与えられた者（2）
- 1にも2にも当てはまらないが、経緯はどうであれ、帝国全土を統治できるだけの権力を掌握した者（3）

例えば、ルキウス・ドミティウス・アウレリアヌスは当時の皇帝であったクィンティッルスの後継者ではなかったが、蛮族に対する極めて優秀な活躍から軍の実権を掌握して、正当な皇帝として周囲から追認を受けていった。また逆にガリエヌスは最後まで帝国全土を掌握できなかったがウァレリアヌスの共同皇帝ではあったので、多くの場合で正当な皇帝と見なされている。そしてクラウディウス・ゴティクスは帝国全土を掌握できず、また先帝ガリエヌスを殺害して帝位を奪った明確な簒奪者であったが、市民や元老院から熱狂的な支持を受けて皇帝と見なされていた。
複数の皇帝が並び立った場合、四皇帝の年に蜂起した4人の帝位請求者は最後に勝利したティトゥス・フラウィウス・ウェスパシアヌス以外の三者もこれらの条件を満たして、それぞれが正当な皇帝とされていた。しかし五皇帝の年に蜂起した5人の帝位請求者はペルティナクスとディディウス・ユリアヌス、そして最後に勝利したセプティミウス・セウェルスの三名のみが条件を満たしており、クロディウス・アルビヌスとペスケンニウス・ニゲルの二名は正当な皇帝としての条件を最後まで満たせず、僭称帝という立場でセウェルスに敗れている。また「共同皇帝」という複数の皇帝が共同統治を行う制度も存在しているが、しばしば共同皇帝の片方が実権を持たない場合も散見される。
395年以降はローマ帝国の東西の皇帝府が政治的に分裂する時代を迎えることになる。だが政治的にはどうであれ、法律的にはそれぞれがテトラルキア制に基づいた合法的な皇帝（東方正帝と西方正帝）であり、記載する上で特段の問題は存在しない。西ローマ帝国の最後の皇帝とされることのあるロムルス・アウグストゥルスも、「強奪者型」の皇帝として一応は正当であったと判断できる。
以下に示される皇帝一覧は一般的に正式な皇帝として認識されている者を列挙したものであるが、誰を正当な皇帝のリストに含めるかはリストの作成者の主観によるものであり、リストが作成された時代や地域あるいは歴史家ごとに異なっている。

## 帝政ローマ前期

### ユリウス＝クラウディウス朝
| 肖像 | 名称                                                        | 生年と誕生地                                                   | 在位期間                                 | 即位背景 | 没年と死因                            |
| ---- | ----------------------------------------------------------- | -------------------------------------------------------------- | ---------------------------------------- | --- | ------------------------------------- |
|      | アウグストゥス IMPERATOR CAESAR AVGVSTVS                    | 紀元前63年9月23日 ローマ （イタリア本土）                      | 紀元前27年1月16日 – 14年8月19日          | プレブス階級（オクタウィウス氏族）出身。ユリウス・カエサルの大甥（姉の孫）という縁で継承者の途絶えたユリウス氏族カエサル家を継ぐ。最初のローマ皇帝として、元首政を確立。 | 14年8月19日 自然死                    |
|      | ティベリウス TIBERIVS CAESAR AVGVSTVS                       | 紀元前42年11月16日 ローマ （イタリア本土）                     | 14年9月18日 – 37年3月16日                | クラウディウス氏族出身。アウグストゥスの後妻リウィアの連れ子で、継父の大甥ゲルマニクスの後見人として即位。                                                               | 37年3月16日 自然死（暗殺説あり）      |
|      | カリグラ GAIVS CAESAR AVGVSTVS GERMANICVS                   | 12年8月31日 - アンティウム （イタリア本土）                    | 37年3月18日– 41年1月24日                 | クラウディウス氏族出身。ゲルマニクスの息子。 | 41年1月24日 近衛隊による暗殺          |
|      | クラウディウス TIBERIVS CLAVDIVS CAESAR AVGVSTVS GERMANICVS | 紀元前10年8月1日 ルグドゥヌム （属州ガリア・ルグドゥネンシス） | 41年1月25日（26日説あり） – 54年10月13日 | クラウディウス氏族出身。ゲルマニクスの弟でカリグラの叔父。姪である小アグリッピナ（カリグラの妹）と再婚。                                                                 | 54年10月13日 小アグリッピナによる暗殺 |
|      | ネロ NERO CLAVDIVS CAESAR AVGVSTVS GERMANICVS               | 37年12月15日 アンティウム （イタリア本土）                     | 54年10月13日 - 68年6月9日                | クラウディウス氏族出身、継父の養子となる前はドミティウス氏族に属した。カリグラの妹である小アグリッピナの子で、クラウディウスの養子。                                     | 68年6月11日 自害                      |

#### 四皇帝の年
| 肖像 | 名称                                                       | 生年と誕生地                                    | 在位期間                   | 即位背景                                                                                               | 没年と死因                                    |
| ---- | ---------------------------------------------------------- | ----------------------------------------------- | -------------------------- | --- | --------------------------------------------- |
|      | ガルバ SERVIVS GALBA IMPERATOR CAESAR AVGVSTVS             | 紀元前3年12月24日 テッラチーナ （イタリア本土） | 68年6月8日 – 69年1月15日   | スルピキウス氏族出身。ヒスパニア各属州の軍団から支持を獲得、ネロを廃位した元老院から皇帝に推挙される。 | 69年1月15日 オトと近衛隊による暗殺            |
|      | オト MARCVS OTHO CAESAR AVGVSTVS                           | 32年4月25日 エトルリア （イタリア本土）         | 69年1月15日 – 69年4月15日  | サルウィウス氏族出身。ガルバの縁戚であったが、近衛隊と結んで謀殺した。                                 | 69年4月15日 自害                              |
|      | ウィテッリウス AVLVS VITELLIVS GERMANICVS AVGVSTVS         | 15年9月7日 ローマ （イタリア本土）              | 69年4月17日 – 69年12月22日 | ウィテッリウス氏族出身。ゲルマニア各属州の軍団から支持を獲得、オト軍を破って帝位に就く。               | 69年12月22日 ウェスパシアヌス軍との戦いで敗死 |
|      | ウェスパシアヌス TITVS FLAVIVS CAESAR VESPASIANVS AVGVSTVS | 9年11月17日 フラシリネ （イタリア本土）         | 69年7月1日 – 79年6月23日   | フラウィウス氏族出身。ウィテッリウスを破り、政情を安定させて四皇帝の年を終結させる。                   | 79年6月23日 自然死                            |

### フラウィウス朝
| 肖像 | 名称                                                       | 生年と誕生地                            | 在位期間                  | 即位背景                                                                                                   | 没年と死因                 |
| ---- | ---------------------------------------------------------- | --------------------------------------- | ------------------------- | --- | -------------------------- |
|      | ウェスパシアヌス TITVS FLAVIVS CAESAR VESPASIANVS AVGVSTVS | 9年11月17日 フラシリネ （イタリア本土） | 69年7月1日 – 79年6月23日  | フラウィウス氏族出身。フラウィウス朝の初代皇帝。                                                           | 79年6月23日 自然死         |
|      | ティトゥス TITVS FLAVIVS CAESAR VESPASIANVS AVGVSTVS       | 39年12月30日 ローマ （イタリア本土）    | 79年6月24日 – 81年9月13日 | フラウィウス氏族出身。ウェスパシアヌスの長男。フラウィウス朝の第2代皇帝。                                  | 81年9月13日 病死           |
|      | ドミティアヌス TITVS FLAVIVS CAESAR DOMITIANVS AVGVSTVS    | 51年10月24日 ローマ （イタリア本土）    | 81年9月14日 – 96年9月18日 | フラウィウス氏族出身。ウェスパシアヌスの次男。兄ティトゥスが病に伏せると兄の生存中だったが帝位を掌握した。 | 96年9月18日 召使による暗殺 |

### ネルウァ＝アントニヌス朝
| 肖像 | 名称                                                                       | 生年と誕生地                                        | 在位期間                     | 即位背景 | 没年と死因                     |
| ---- | -------------------------------------------------------------------------- | --------------------------------------------------- | ---------------------------- | --- | ------------------------------ |
|      | ネルウァ MARCVS COCCEIVS NERVA CAESAR AVGVSTVS                             | 35年11月8日 ナルニ （イタリア本土）                 | 96年9月18日 – 98年1月27日    | コッケイウス氏族出身。フラウィウス朝断絶後、元老院により推挙される。 | 98年1月27日 自然死             |
|      | トラヤヌス CAESAR MARCVS VLPIVS NERVA TRAIANVS AVGVSTVS                    | 53年9月18日 イタリカ （属州ヒスパニア・バエティカ） | 98年1月28日 - 117年8月9日    | ウルピウス氏族出身。老齢で嫡男のいないネルウァに養子として迎えられる。 | 117年8月9日 自然死             |
|      | ハドリアヌス CAESAR PVBLIVS AELIVS TRAIANVS HADRIANVS AVGVSTVS             | 76年1月24日 イタリカ （属州ヒスパニア・バエティカ） | 117年8月11日 – 138年7月10日  | アエリウス氏族出身。トラヤヌスの従兄弟ハドリアヌス・アフェルの子。親族の男子として嫡男のいない従伯父トラヤヌスの養子となる。                                                                 | 138年7月10日 自然死            |
|      | アントニヌス・ピウス CAESAR TITVS AELIVS HADRIANVS ANTONINVS AVGVSTVS PIVS | 86年9月19日 ラウィニウム （イタリア本土）           | 138年7月10日 – 161年3月7日   | アウレリウス氏族出身。マルクス・アウレリウスとルキウス・ウェルスの後見人として即位。トラヤヌスの曾姪でマルクス・アウレリウスの叔母でもある大ファウスティナと結婚、小ファウスティナを儲ける。 | 161年3月7日 自然死             |
|      | マルクス・アウレリウス CAESAR MARCVS AVRELIVS ANTONINVS AVGVSTVS           | 121年4月26日 ローマ （イタリア本土）                | 161年3月7日 – 180年3月17日   | アウレリウス氏族出身。アントニヌス・ピウスの甥。従姉妹である小ファウスティナと結婚、コンモドゥスとルキッラを儲ける。                                                                         | 180年3月17日 自然死            |
|      | ルキウス・ウェルス CAESAR LVCIVS AVRELIVS VERVS AVGVSTVS                   | 130年12月15日 ローマ （イタリア本土）               | 161年3月7日 – 169年3月頃     | アエリウス氏族出身。ハドリアヌスの側近ルキウス・アエリウスの嫡男。アウレリウスと共にアントニヌスの養子とされ、共同皇帝となる。アウレリウスと小ファウスティナの子ルキッラと結婚。             | 169年3月頃 病死（暗殺説あり）  |
|      | コンモドゥス CAESAR MARCVS AVRELIVS COMMODVS ANTONINVS AVGVSTVS            | 161年8月31日 ラウィニウム （イタリア本土）          | 180年3月18日 – 192年12月31日 | アウレリウス氏族出身。アントニヌス・ピウスの孫、マルクス・アウレリウスと小ファウスティナの子、ルキッラの弟。父アウレリウスの死後、帝位を継承する。                                           | 192年12月31日 近衛隊による暗殺 |

#### 五皇帝の年
| 肖像 | 名称                                                                         | 生年と誕生地                                     | 在位期間                   | 即位背景 | 没年と死因                    |
| ---- | ---------------------------------------------------------------------------- | ------------------------------------------------ | -------------------------- | --- | ----------------------------- |
|      | ペルティナクス CAESAR PVBLIVS HELVIVS PERTINAX AVGVSTVS                      | 126年8月1日 アルバ・ポンペイア （イタリア本土）  | 193年1月1日 - 193年3月28日 | ヘルウィウス氏族出身。自身はローマ人だが、父の代まではリグリア人の属州民だった。近衛隊と結んでコンモドゥスを暗殺、帝位に就く。財政改革の失敗で元老院と近衛隊の支持を失う。                         | 193年3月28日 近衛隊による暗殺 |
|      | ディディウス・ユリアヌス CAESAR MARCVS DIDIVS SEVERVS IVLIANVS AVGVSTVS      | 133年1月30日 メディオラヌム （イタリア本土）     | 193年3月28日 - 193年6月1日 | ディディウス氏族出身。ペルティナクス暗殺後の「帝位競売」に勝利して帝位に就くが、軍と民衆の支持を得られなかった。                                                                                   | 193年6月1日 近衛隊による暗殺  |
|      | セプティミウス・セウェルス CAESAR LVCIVS SEPTIMIVS SEVERVS PERTINAX AVGVSTVS | 146年4月11日 レプティス・マグナ （属州アフリカ） | 193年4月9日 - 211年2月4日  | セプティミウス氏族出身。パンノニア属州の軍から支持を得て蜂起、ユリアヌス暗殺後のローマへ入場。その後、同じく蜂起していたペスケンニウス・ニゲルとクロディウス・アルビヌスを破りセウェルス朝を創始。 | 211年2月4日 自然死            |

### セウェルス朝
| 肖像 | 名称                                                                         | 生年と誕生地                                              | 在位期間                  | 即位背景 | 没年と死因                         |
| ---- | ---------------------------------------------------------------------------- | --------------------------------------------------------- | ------------------------- | --- | ---------------------------------- |
|      | セプティミウス・セウェルス CAESAR LVCIVS SEPTIMIVS SEVERVS PERTINAX AVGVSTVS | 146年4月11日 レプティス・マグナ （属州アフリカ）          | 193年4月9日 - 211年2月4日 | セプティミウス氏族出身。セウェルス朝を樹立して、軍人皇帝時代まで自身の王朝を維持した。                                                                                               | 211年2月4日 自然死                 |
|      | カラカラ CAESAR MARCVS AVRELIVS SEVERVS ANTONINVS PIVS AVGVSTVS              | 186年4月4日 ルグドゥヌム （属州ガリア・ルグドゥネンシス） | 198年頃 – 217年4月8日     | セプティミウス氏族出身。セウェルスの長男。父の即位と同時期に共同皇帝へ指名され、後に弟ゲタも共同皇帝となって三名で統治を行っていた。しかし父の死後にゲタを処刑して単独の皇帝となる。 | 217年4月8日 マクリヌスによる暗殺。 |
|      | ゲタ CAESAR PVBLIVS SEPTIMIVS GETA AVGVSTUS                                  | 189年3月7日 ローマ （イタリア本土）                       | 209年頃 – 211年12月26日   | セプティミウス氏族出身。セウェルスの次男。209年頃から父と兄の共同皇帝となる。 | 211年12月26日 カラカラによる暗殺。 |

| 肖像 | 名称                                                            | 生年と誕生地 | 在位期間                   | 即位背景 | 没年と死因                   |
| ---- | --------------------------------------------------------------- | ------------ | -------------------------- | --- | ---------------------------- |
|      | マクリヌス MARCVS OPELLIVS SEVERVS MACRINVS AVGVSTVS PIVS FELIX | 165年        | 217年4月11日 - 218年6月8日 | オペッリウス氏族出身の共同皇帝。セウェルス朝と血縁関係がない。カラカラ帝時代に近衛隊長を務めていたマクリヌスとその子ディアドゥメニアヌスはカラカラを謀殺してセウェルス朝を一旦断絶させた。しかしカラカラの落胤を自称する（実際には従姉の子（従甥）でカラカラの母方の伯母ユリア・マエサの孫）ヘリオガバルスの軍に敗れ、親子共に相次いで殺害された。 | 218年 ヘリオガバルス軍に敗死 |
|      | ディアドゥメニアヌス MARCVS OPELLIVS ANTONINVS DIADVMENIANVS    | 208年        | 217年4月11日 - 218年6月8日 | オペッリウス氏族出身の共同皇帝。セウェルス朝と血縁関係がない。カラカラ帝時代に近衛隊長を務めていたマクリヌスとその子ディアドゥメニアヌスはカラカラを謀殺してセウェルス朝を一旦断絶させた。しかしカラカラの落胤を自称する（実際には従姉の子（従甥）でカラカラの母方の伯母ユリア・マエサの孫）ヘリオガバルスの軍に敗れ、親子共に相次いで殺害された。 | 218年 ヘリオガバルス軍に敗死 |

| 肖像 | 名称                                                                         | 生年と誕生地                                   | 在位期間                    | 即位背景 | 没年と死因                    |
| ---- | ---------------------------------------------------------------------------- | ---------------------------------------------- | --------------------------- | --- | ----------------------------- |
|      | ヘリオガバルス MARCVS AVRELIVS ANTONINVS AVGVSTVS                            | 203年3月20日 エメサ （属州シリア）             | 218年6月8日 – 222年3月11日  | 氏族不明。カラカラの従姉ユリア・ソエミアス・バッシアナによって、カラカラの落胤として掲げられた。性的倒錯の末、近衛隊に暗殺される。 | 222年3月11日 近衛隊による暗殺 |
|      | アレクサンデル・セウェルス CAESAR MARCVS AVRELIVS SEVERVS ALEXANDER AVGVSTVS | 208年10月1日 アルカ・カエサリア （属州ユダヤ） | 222年3月13日 - 235年3月18日 | 氏族不明。ヘリオガバルスの従弟で、ヘリオガバルスを見限った祖母ユリア・マエサによって擁立された。                                   | 235年3月18日 軍による暗殺     |

### 軍人皇帝時代
| 肖像 | 名称                                                                                       | 生年と誕生地                                        | 在位期間                    | 即位背景 | 没年と死因                                                                      |
| ---- | ------------------------------------------------------------------------------------------ | --------------------------------------------------- | --------------------------- | --- | ------------------------------------------------------------------------------- |
|      | マクシミヌス・トラクス CAESAR GAIVS JVLIVS VERVS MAXIMINVS AVGVSTVS                        | 173年 （属州トラキア、若しくはモエシア）            | 235年3月20日 – 238年4月頃   | 蛮族出身の軍人。アレクサンデル暗殺後、特異な出自でかつ民衆や元老院の支持もなかったにもかかわらず軍事力で帝位を強奪した。これ以降、皇帝の元老院と民衆の軽視が強まり、軍事力による帝位継承が慣例化した（軍人皇帝）。                                  | 238年4月頃 軍による暗殺                                                         |
|      | ゴルディアヌス1世 CAESAR MARCVS ANTONIVS GORDIANVS SEMPRONIANVS AFRICANVS AVGVSTVS         | 159年 （属州フリュギア）                            | 238年3月22日 – 238年4月12日 | 騎士階級出身。富裕な元老院議員で元老院と民衆によってトラクスの対立皇帝へ推挙され、息子のゴルディアヌス2世を共同皇帝としアフリカ属州で蜂起。息子がトラクス軍との戦いで敗死すると自らも宮殿で自害した。                                               | 238年4月12日 自害                                                               |
|      | ゴルディアヌス2世 CAESAR MARCVS ANTONIVS GORDIANVS SEMPRONIANVS ROMANVS AFRICANVS AVGVSTVS | 192年                                               | 238年3月22日 – 238年4月12日 | ゴルディアヌス1世の息子。老齢の父に代わって前線で軍勢を率いる。カルタゴの戦いでトラクス軍に敗れ、戦死する。 | 238年4月12日 トラクス軍との戦いで敗死                                           |
|      | プピエヌス CAESAR MARCVS CLODIVS PVPIENVS MAXIMVS AVGVSTVS                                 | 178年                                               | 238年4月22日 – 238年7月29日 | 反トラクス派の将軍。元老院から新たな対立皇帝として擁立される。トラクス暗殺によって安定化した情勢をバルビヌスとの諍いで再び悪化させた。口論の最中にバルビヌスと同時に暗殺され、川に投げ捨てられた。                                                  | 238年7月29日 近衛隊による暗殺                                                   |
|      | バルビヌス CAESAR DECIMVS CAELIVS CALVINVS BALBINVS PIVS AVGVSTVS                          | 不明                                                | 238年4月22日 – 238年7月29日 | 元老院議員。プピエヌスの共同皇帝として政務面を補佐するが、不仲で有名であった。ゴルディアヌス2世の遺児を副帝に指名する。 | 238年7月29日 近衛隊による暗殺                                                   |
|      | ゴルディアヌス3世 CAESAR MARCVS ANTONIVS GORDIANVS AVGVSTVS                                | 225年1月20日 ローマ （イタリア本土）                | 238年4月22日 – 244年2月11日 | ゴルディアヌス1世の孫、ゴルディアヌス2世の甥(妹の子)。元老院と民衆からの深い同情から人気を集め、バルビヌスとプピエヌスの副帝とされ両者の暗殺後に単独の皇帝に。                                                                                      | 244年2月11日 ペルシア軍との戦いで敗死（もしくはピリップス・アラブスによる暗殺） |
|      | ピリップス・アラブス CAESAR MARCVS IVLIVS PHILLIPVS AVGVSTVS                               | シャハバ （属州シリア）                             | 244年2月頃 – 249年後半      | ゴルディアヌス3世の近衛隊長。ペルシア戦争後に帝位継承を宣言、息子のピリップス2世を後継者として共同皇帝に指名した。 | 249年後半 デキウス軍との戦いで敗死                                              |
|      | ピリップス2世 CAESAR MARCVS IVLIVS PHILLIPVS II AVGVSTVS                                   | シャハバ （属州シリア）                             | 244年2月頃 – 249年後半      | ゴルディアヌス3世の近衛隊長。ペルシア戦争後に帝位継承を宣言、息子のピリップス2世を後継者として共同皇帝に指名した。 | 249年後半 デキウス軍との戦いで敗死                                              |
|      | トラヤヌス・デキウス CAESAR GAIVS MESSIVS QVINTVS TRAIANVS DECIVS AVGVSTVS                 | 201年 ブダリア （属州下パンノニア)                  | 249年後半 – 251年6月頃      | トラヤヌス・デキウスはピリップス・アラブスの側近。長男エトルスクスと共に帝位を奪うが、アブリットゥスの戦いでゴート軍に敗れて戦死する。 | 251年6月 ゴート軍との戦いで敗死                                                 |
|      | エトルスクス・デキウス QUINTVS HERENNIVS ETRUSCVS MESSIVS DECIVS                           |                                                     | 249年後半 – 251年6月頃      | トラヤヌス・デキウスはピリップス・アラブスの側近。長男エトルスクスと共に帝位を奪うが、アブリットゥスの戦いでゴート軍に敗れて戦死する。 | 251年6月 ゴート軍との戦いで敗死                                                 |
|      | ホスティリアヌス CAESAR CAIVS VALENS HOSTILIANVS MESSIVS QVINTVS AVGVSTVS                  | ローマ                                              | 251年6月 – 251年後半        | トラヤヌス・デキウスの次男、エトルスクスの弟。父と兄の死後に帝位を継ぎ、トレボニアヌス・ガッルスの養子となり共治帝となるが同年に疫病で病死。 | 251年後半 病死(ガッルスによる暗殺説もあり)                                      |
|      | トレボニアヌス・ガッルス CAESAR GAIVS VIBIVS TREBONIANVS GALLVS AVGVSTVS                   | 206年 （イタリア本土）                              | 251年6月 – 253年8月         | デキウスの重臣。モエシア総督を務め、デキウス死後の混乱で遠征軍を掌握して帝位につく。ホスティリアヌスの死後息子のウォルシアヌスを共同帝に。アエミリアヌスの裏切りに遭い、自軍の兵士によって暗殺された。                                              | 253年8月 軍による暗殺                                                           |
|      | ウォルシアヌス GAIVS VIBIVS VOLVSIANVS                                                     |                                                     | 251年6月 – 253年8月         | デキウスの重臣。モエシア総督を務め、デキウス死後の混乱で遠征軍を掌握して帝位につく。ホスティリアヌスの死後息子のウォルシアヌスを共同帝に。アエミリアヌスの裏切りに遭い、自軍の兵士によって暗殺された。                                              | 253年8月 軍による暗殺                                                           |
|      | アエミリアヌス CAESAR MARCVS AEMILIVS AEMILIANVS AVGVSTVS                                  | 207年 （属州アフリカ）                              | 253年8月 – 253年10月        | トレボニアヌスの腹心。後任のモエシア総督に任命されるが、裏切ってトレボニアヌスとウォルシアヌスから帝位を奪う。だがウァレリアヌス軍が帝位を請求して進軍すると、自らも兵士によって暗殺された。                                                        | 253年10月 軍による暗殺                                                          |
|      | ウァレリアヌス CAESAR PVBLIVS LICINIVS VALERIANVS AVGVSTVS                                 | 200年                                               | 253年10月 – 260年           | デキウスの重臣。ノリクム及びラエティア総督を務め、アエミリアヌスと帝位を争って勝利した。ペルシア戦争に従軍するもエデッサの戦いで大敗し、捕らえられた上で処刑された。                                                                                | 260年 以降 シャープール1世による処刑される                                      |
|      | ガッリエヌス CAESAR PVBLIVS LICINIVS EGNATIVS GALLIENVS AVGVSTVS                           | 不明                                                | 253年10月 – 268年9月        | ガッリエヌスはウァレリアヌスの息子。父から共同皇帝に指名され、ウァレリアヌス処刑後は単独の皇帝として統治する。エデッサの戦いによる帝国の権威失墜の中で、ガリア帝国・パルミラ帝国の分離独立というかつてない大乱に直面する。                          | 268年9月 クラウディウス・ゴティクスによる暗殺                                   |
|      | サロニヌス PVBLIVS LICINIVS CORNELIVS SALONINVS                                            | 不明                                                |                             | ガッリエヌスはウァレリアヌスの息子。父から共同皇帝に指名され、ウァレリアヌス処刑後は単独の皇帝として統治する。エデッサの戦いによる帝国の権威失墜の中で、ガリア帝国・パルミラ帝国の分離独立というかつてない大乱に直面する。                          |                                                                                 |
|      | クラウディウス・ゴティクス CAESAR MARCVS AVRELIVS CLAVDIVS AVGVSTVS                        | 213年（214年）5月10日 シルミウム （属州パンノニア） | 268年9月 – 270年1月         | 出自不明。ガッリエヌスを暗殺して帝位を奪う。大乱の中で侵入が本格化した蛮族に対し、ゴート族とのナイススの戦いに大勝してこれを押し留めた。 | 270年1月 自然死                                                                 |
|      | クィンティッルス CAESAR MARCVS AVRELIVS CLAVDIVS QVINTILLVS AVGVSTVS                       | 不明 シルミウム （属州パンノニア）                  | 270年                       | クラウディウス・ゴティクスの弟。兄の死後に帝位を継承するが、アウレリアヌスに暗殺される。 | 270年 アウレリアヌスによる暗殺                                                  |
|      | アウレリアヌス CAESAR LVCIVS DOMITIVS AVRELIANVS AVGVSTVS                                  | 214年（215年）9月9日 シルミウム （属州パンノニア）  | 270年 – 275年9月            | クラウディウス・ゴティクスの重臣。複数の戦いで蛮族に勝利して対外情勢を安定化させた。更にガリア帝国・パルミラ帝国を滅ぼして帝国領を回復、元老院から「世界の修復者」の尊称を受ける。シャープール1世死後のペルシャに侵攻する途中、秘書官に暗殺される。 | 275年9月 秘書官による暗殺                                                       |
|      | タキトゥス CAESAR MARCVS CLAVDIVS TACITVS AVGVSTVS                                         | 200年 テルニ                                        | 275年9月25日 – 276年6月     | 元老議員。アウレリアヌスの急死によって皇帝に選出される。即位時点で老齢であり、ペルシア戦争の再開を準備する中で病没した。 | 276年6月 自然死                                                                 |
|      | フロリアヌス CAESAR MARCVS ANNIVS FLORIANVS AVGVSTVS                                       | 不明                                                | 276年6月 – 276年9月         | タキトゥスの異父弟。兄の死に伴い帝位継承を主張して西方属州の支持を得る。しかし東方属州の支持を得たプロブスに苦戦を強いられ、見限った軍に暗殺された。                                                                                                | 276年9月 軍による暗殺                                                           |
|      | プロブス CAESAR MARCVS AVRELIVS PROBVS AVGVSTVS                                            | 232年 シルミウム （属州パンノニア）                 | 276年9月 – 282年後半        | 帝国軍の高官。東方属州の支持を背景にフロリアヌスを破り、皇帝に即位する。対外戦争で功績を挙げるが、ペルシャ戦争の途中でカルスの反乱により暗殺される。                                                                                                | 282年後半 近衛兵による暗殺                                                      |
|      | カルス CAESAR MARCVS AVRELIVS CARVS AVGVSTVS                                               | 230年 ナルボ                                        | 282年後半 – 283年8月        | プロブスの近衛隊長。戦争中にプロブスを暗殺、指揮権を奪ってペルシャ戦争を継続した。戦いは優勢に進んだが、落雷による事故で急死した。 | 283年8月 事故死                                                                 |
|      | カリヌス CAESAR MARCVS AVRELIVS CARINVS AVGVSTVS                                           | 不明                                                | 283年8月 – 285年            | カルスの長男。父の反乱によって弟ヌメリアヌスと副帝となり、父が遠征先で戦死すると遠征に同行していた弟と共に皇帝となった。しかし弟を暗殺され、更にその腹心であったディオクレティアヌスが遠征軍を掌握するとこれに敗れ、戦死する。                      | 285年 ディオクレティアヌス軍との戦いで敗死                                      |
|      | ヌメリアヌス CAESAR MARCVS AVRELIVS NVMERIVS NVMERIANVS AVGVSTVS                           | 不明                                                | 283年8月 – 284年            | カルスの次男。本国を守る兄に対して、父と共にペルシャ遠征に従軍した。父が事故死すると帝位を継いだ兄の共同皇帝となり、遠征軍の撤退を指揮する。撤退中、配下の裏切りで暗殺される。                                                                      | 284年 軍による暗殺                                                              |

## 帝政ローマ後期

### テトラルキア時代
| 肖像 | 名称                                                                                     | 生年と誕生地                                    | 在位期間                      | 即位背景 | 没年と死因                                      |
| ---- | ---------------------------------------------------------------------------------------- | ----------------------------------------------- | ----------------------------- | --- | ----------------------------------------------- |
|      | ディオクレティアヌス CAESAR GAIVS AVRELIVS VALERIVS DIOCLETIANVS AVGVSTVS 東ローマ       | 244年12月22日 サロナ （属州ダルマティア）       | 284年11月20日 – 305年5月1日   | 属州民出身の軍人皇帝。内乱に決着を付けて専制君主制を確立させた。また共同皇帝による東西分割を導入、自らは東方正帝を務めた。 | 311年12月3日 自然死                             |
|      | マクシミアヌス CAESAR GAIVS AVRELIVS VALERIVS MAXIMIANVS AVGVSTVS 西ローマ               | 250年頃 シルミウム （属州パンノニア）           | 286年4月1日 – 311年5月1日     | 属州民出身の将軍。ディオクレティアヌスの側近として共同皇帝（西方正帝）に任命される。ディオクレティアヌスの引退に合わせて自らも退位する。 | 310年頃 コンスタンティヌス1世により処刑される   |
|      | ガレリウス CAESAR GALERIVS VALERIVS MAXIMIANVS AVGVSTVS 東ローマ                         | 260年頃 フェリクス・ロムリアナ （属州モエシア） | 305年5月1日 – 311年5月頃      | 属州民出身の将軍。ディオクレティアヌスの後を継いで皇帝となり、共同皇帝コンスタンティウスと共に東西分立制を維持する。 | 311年 自然死                                    |
|      | コンスタンティウス・クロルス CAESAR GAIVS FLAVIVS VALERIVS CONSTANTIVS AVGVSTVS 西ローマ | 250年3月31日 ダルダニ （属州モエシア）          | 305年5月1日 – 306年7月25日    | クラウディウス2世とクィンティッルスの末裔（正確にはクラウディウス2世とクィンテッルスの姪クラウディアの末裔）を自称。ガレリウスの共同皇帝（西方正帝）となった。 | 306年7月25日 自然死                             |
|      | フラウィウス・ウァレリウス・セウェルス FLAVIVS VALERIVS SEVERVS AVGVSTVS 西ローマ        | 不明                                            | 306年夏 – 307年前半           | 属州民出身の将軍。ガレリウスの寵愛を受けてコンスタンティウス死後の共同皇帝（西方正帝）となるが、その息子コンスタンティヌス1世とマクシミアヌスの息子マクセンティウスに反乱を起され敗北する。                                                                                       | 307年9月16日 マクセンティウスにより処刑される   |
|      | マクセンティウス MARCVS AVRELIVS VALERIVS MAXENTIVS AVGVSTVS 西ローマ                    | 278年頃                                         | 306年10月28日 – 312年10月28日 | マクシミアヌスの息子。父の援助を得て反乱を起こし、西方帝位を簒奪する。同じく西方正帝経験者の子息であるコンスタンティヌスを副帝にするも、後に反旗を翻されて帝位を追われる。 | 312年10月28日 コンスタンティヌス1世の軍勢に敗死 |
|      | リキニウス CAESAR GAIVS VALERIVS LICINIVS AVGVSTVS 東ローマ                              | 250年頃 フェリクス・ロムリアナ （属州モエシア） | 308年11月11日 – 324年9月18日  | リキニウスはガレリウスの側近。先帝の甥であるマクシミヌス・ダイアを破って東方正帝となり、コンスタンティヌス1世と手を結んでマクセンティウスを失脚させた。更にマルティニアヌス、ウァレリウス・ウァレンスら傀儡の共同皇帝を立ててコンスタンティヌスとも争うが、逆に敗れて帝位を失う。 | 325年頃 コンスタンティヌスにより処刑される      |
|      | マルティニアヌス SEXTVS MARCIVS MARTINIANVS 東ローマ                                     |                                                 |                               | リキニウスはガレリウスの側近。先帝の甥であるマクシミヌス・ダイアを破って東方正帝となり、コンスタンティヌス1世と手を結んでマクセンティウスを失脚させた。更にマルティニアヌス、ウァレリウス・ウァレンスら傀儡の共同皇帝を立ててコンスタンティヌスとも争うが、逆に敗れて帝位を失う。 |                                                 |
|      | ウァレリウス・ウァレンス AVRELIVS VALERIVS VALENS 東ローマ                               |                                                 |                               | リキニウスはガレリウスの側近。先帝の甥であるマクシミヌス・ダイアを破って東方正帝となり、コンスタンティヌス1世と手を結んでマクセンティウスを失脚させた。更にマルティニアヌス、ウァレリウス・ウァレンスら傀儡の共同皇帝を立ててコンスタンティヌスとも争うが、逆に敗れて帝位を失う。 |                                                 |
|      | マクシミヌス・ダイア CAESAR GALERIVS VALERIVS MAXIMINVS AVGVSTVS 東ローマ                | 270年11月20日                                   | 311年5月1日 – 313年後半       | ガレリウスの甥。叔父の死後にリキニウスと帝位を争うも、敗れて戦死した。 | 313年後半 リキニウスの軍勢に敗死                |
|      | コンスタンティヌス1世 ”大帝” CAESAR FLAVIVS CONSTANTINVS VALERIVS AVGVSTVS 西ローマ      | 272年2月27日 ナイッスス （属州モエシア）        | 306年7月25日 – 337年5月22日   | コンスタンティウス・クロルスの息子。リキニウスと手を結んでマクセンティウスおよびマクシミウス・ダイアを打倒し東西を平定した後、政争の末にリキニウスを打倒し自らの王朝を成立させ、東西分立の一時廃止とキリスト教の公認を推進した。                                                  | 337年5月22日 自然死                             |

### コンスタンティヌス朝
| 肖像 | 名称                                                                       | 生年と誕生地                                           | 在位期間                    | 即位背景 | 没年と死因                             |
| ---- | -------------------------------------------------------------------------- | ------------------------------------------------------ | --------------------------- | --- | -------------------------------------- |
|      | コンスタンティヌス1世 ”大帝” CAESAR FLAVIVS CONSTANTINVS VALERIVS AVGVSTVS | 272年2月27日 ナイッスス （属州モエシア）               | 306年7月25日 – 337年5月22日 | コンスタンティヌス朝の創始者で「大帝」と尊称される。キリスト教を公認したことから聖人として列福されている。自身の死後は息子三人と甥二人による五人の分治を画策する。 | 337年5月22日 自然死                    |
|      | コンスタンティヌス2世 CAESAR FLAVIVS CLAVDIVS CONSTANTINVS AVGVSTVS        | 316年                                                  | 337年5月22日 – 340年        | コンスタンティヌス1世の次男。父の死後、三男コンスタンティウス2世と四男コンスタンス1世と共に皇帝となる。兄弟間の内戦に敗れ 、弟コンスタンス1世に処刑された。 | 340年 コンスタンス1世により処刑される  |
|      | コンスタンティウス2世 CAESAR FLAVIVS IVLIVS CONSTANTIVS AVGVSTVS           | 317年8月7日 シルミウム （属州パンノニア）              | 337年5月22日 – 361年11月3日 | コンスタンティヌス1世の三男。即位に際して父の遺言により共治するはずだった従兄弟の二人を殺害しその後、兄弟間の内乱を終結させて、唯一の後継者となる。更に共同皇帝に据えていたヴェトラニオを退位させ、父と同じ単独皇帝としての地位を手に入れる。しかし共同帝の必要を感じ、始めは従兄弟のガルスを、後にその弟のユリアヌスを副帝に任じる。 | 361年11月3日 自然死                    |
|      | コンスタンス1世 CAESAR FLAVIVS IVLIVS CONSTANS AVGVSTVS                    | 320年                                                  | 337年5月22日 – 350年        | コンスタンティヌス1世の四男。次男コンスタンティヌス2世との内乱を制するも、将軍マグネンティウスの裏切りにより落命する 。 | 350年 マグネンティウスにより暗殺される |
|      | ウェトラニオ FLAVIUS VETRANIO AUGUSTUS                                     | 不明                                                   | 不明 – 350年12月25日        | コンスタンティヌス1世の側近。大帝の遺児による内戦の最中に反乱を起こすが、コンスタンティウス2世により共同皇帝として懐柔される。その後、マグネンティウスを討伐したコンスタンティウス2世に圧力を受け、共同皇帝から退位して将軍に復帰する。                                                                                               | 356年 自然死                           |
|      | ユリアヌス CAESAR FLAVIVS CLAVDIVS IVLIANVS AVGVSTVS                       | 332年（331年） コンスタンティノープル （属州トラキア） | 360年初頭 – 363年6月26日    | コンスタンティヌス1世の甥。従兄弟であるコンスタンティウス2世により後継者に指名される。叔父によるキリスト教の庇護を廃止したことから「背教者」と蔑称された。 | 363年6月26日 遠征中に戦傷死            |
|      | ヨウィアヌス CAESAR FLAVIVS IOVIANVS AVGVSTVS                              | 331年 シグドゥヌム （属州モエシア）                    | 363年6月26日 – 364年2月17日 | ユリアヌスの側近。ユリアヌスが遠征先で後継者を指名せず、跡継ぎも残さずに急死したことから、遠征軍の支持を得て皇帝となる。遠征からの帰還途中に火鉢によるガス中毒で事故死した。 | 364年2月17日 事故死（暗殺説あり）      |

### ウァレンティニアヌス朝
| 肖像 | 名称                                                                     | 生年と誕生地                        | 在位期間                     | 即位背景 | 没年と死因                              |
| ---- | ------------------------------------------------------------------------ | ----------------------------------- | ---------------------------- | --- | --------------------------------------- |
|      | ウァレンティニアヌス1世 FLAVIVS VALENTINIANVS AVGVSTVS 西ローマ          | 321年 キバラエ （属州パンノニア）   | 364年2月26日 – 375年11月17日 | ユリアヌスの側近。ヨウィアヌスの病死に伴い、遠征軍から支持されて皇帝即位を宣言する。帰国後は弟ウァレンスを東方担当の共同皇帝とし、蛮族侵入が本格化する中で優れた軍功を上げた。              | 375年11月17日 自然死                    |
|      | ウァレンス FLAVIVS IVLIVS VALENS AVGVSTVS 東ローマ                       | 328年 キバラエ （属州パンノニア）   | 364年3月28日 – 378年8月9日   | ウァレンティニアヌス1世の弟。兄の共同皇帝となり、その死後は兄の息子達の後見人を務める。ハドリアノポリスの戦いでゴート軍に敗れて戦死する。                                                   | 378年8月9日 ゴート軍との戦いで敗死      |
|      | グラティアヌス FLAVIVS GRATIANVS AVGVSTVS 西ローマ                       | 359年 シルミウム （属州パンノニア） | 367年8月4日 – 383年8月25日   | ウァレンティニアヌス1世の長男。父の存命中に西方担当の共同皇帝として指名される。叔父ウァレンスの死後は新しい東方担当の皇帝にテオドシウスを抜擢した。マグヌス・マクシムスに敗れて殺害される。 | 383年8月25日 マグヌス・マキシムスに敗死 |
|      | ウァレンティニアヌス2世 FLAVIVS VALENTINIANVS INVICTVS AVGVSTVS 西ローマ | 371年 ミラノ （イタリア本土）       | 375年11月17日 – 392年5月15日 | ウァレンティニアヌス1世の次男。父ウァレンティニアヌス1世の没後、兄グラティアヌスの共同皇帝として指名される。392年5月15日、宮廷で死体として発見される。                                      | 392年5月15日 自殺または他殺             |

### テオドシウス朝
| 肖像 | 名称                                                                      | 生年と誕生地                                         | 在位期間                     | 即位背景 | 没年と死因                        |
| ---- | ------------------------------------------------------------------------- | ---------------------------------------------------- | ---------------------------- | --- | --------------------------------- |
|      | テオドシウス1世 ”大帝” FLAVIVS THEODOSIVS AVGVSTVS 東ローマ               | 347年1月11日 カウカ （属州ヒスパニア）               | 379年1月1日 – 395年1月17日   | ローマ軍の将軍であった大テオドシウスの息子として生まれ、自らも軍人として栄達する。東方正帝ウァレンスがゴート族との争いで敗死した後、西方正帝グラティアヌスによって東方担当の共同皇帝に任命される。グラティアヌス没後、その異母弟ウァレンティニアヌス2世を傀儡化し、実質的にローマ帝国全土を単独支配した。 | 395年1月17日 自然死               |
|      | アルカディウス FLAVIVS ARCADIVS AVGVSTVS 東ローマ                         | 377年                                                | 383年1月 – 408年5月1日       | テオドシウス1世の長男。東方担当の皇帝となるが、この時代から東西分割の深化が進んでいく（東ローマ帝国）。 | 408年5月1日 自然死                |
|      | ホノリウス FLAVIVS HONORIVS AVGVSTVS 西ローマ                             | 384年9月9日                                          | 393年1月23日 – 423年8月15日  | テオドシウス1世の次男。西方担当の皇帝となるが、この時代から東西分割の深化が進んでいく（西ローマ帝国）。 | 423年8月15日 自然死               |
|      | コンスタンティウス3世 FLAVIVS CONSTANTIVS AVGVSTVS 西ローマ               | 生年不明 ナイッスス （属州モエシア）                 | 421年2月8日 – 421年9月2日    | テオドシウス1世の娘婿で、アルカディウスとホノリウスの義弟。ホノリウスの共同皇帝を務める。 | 421年9月2日 自然死                |
|      | テオドシウス2世 FLAVIVS THEODOSIVS AVGVSTVS 東ローマ                      | 401年4月10日 コンスタンティノープル （属州トラキア） | 408年5月1日 – 450年7月28日   | アルカディウスの息子。テオドシウスの大城壁など、帝国東方の防衛強化を進める。跡継ぎを持たないまま病没した。 | 450年7月28日 自然死               |
|      | ヨハンネス IOHANNES AUGUSTUS 西ローマ                                     | 不明                                                 | 423年8月27日 – 425年5月      | ホノリウス死後、テオドシウス朝を疎んだ元老院から推挙され皇帝となる。しかし東方正帝テオドシウス2世が派遣したゲルマン人の将軍アスパルに敗れて処刑された。 | 425年5月 アスパルにより処刑される |
|      | ウァレンティニアヌス3世 FLAVIVS PLACIDIVS VALENTINIANVS AVGVSTVS 西ローマ | 419年7月2日 ラヴェンナ （イタリア本土）              | 424年10月23日 – 455年3月16日 | コンスタンティウス3世の息子で、テオドシウス1世の孫。ヴァンダル族やフン族の侵略により西方領土の弱体化が進む。跡継ぎを持たないままに暗殺される。 | 455年3月16日 暗殺される           |
|      | マルキアヌス FLAVIVS MARCIANIVS AVGVSTVS 東ローマ                         | 396年                                                | 450年夏 – 457年1月           | テオドシウス2世の義兄（姉の夫）。義弟同様に跡継ぎに恵まれず、彼とその妻の死によってテオドシウス家は断絶した。 | 457年1月 自然死                   |

## テオドシウス朝断絶後

### 西方帝位
| 肖像 | 名称                                                                | 生年と誕生地                         | 在位期間                                                      | 即位背景 | 没年と死因                            |
| ---- | ------------------------------------------------------------------- | ------------------------------------ | ------------------------------------------------------------- | --- | ------------------------------------- |
|      | ペトロニウス・マクシムス FLAVIVS ANICIVS PETRONIVS MAXIMVS AVGVSTVS | 396年                                | 455年3月17日 – 455年5月31日                                   | 元老院議員。ウァレンティニアヌス3世が暗殺された後、元老院の支持によって帝位を得たが、ヴァンダル族の前に首都ローマを捨てて逃亡し、激怒した民衆に投石されて死亡した。 | 455年5月31日 民衆による投石で死亡     |
|      | アウィトゥス EPARCHIVS AVITVS AVGVSTVS                              | 385年                                | 455年7月9日 – 456年10月17日                                   | フン族を破った将軍アエティウスの側近。ペトロニウスの失脚を知った西ゴート王テオドリック2世により皇帝に推挙され、属州および元老院の承認を経て皇帝となる。民衆の不満から元老院によって帝位を剥奪され、マヨリアヌスやリキメルらによって追放された。 | 456年～457年 不明                     |
|      | マヨリアヌス IVLIVS VALERIVS MAIORIANVS AVGVSTVS                    | 420年11月                            | 457年4月 – 461年8月2日                                        | アウィトゥスの同僚。リキメル支援の下、軍隊の推挙により即位。優れた手腕で西方領土の再建を進めるが、後にリキメルにより廃位の後に処刑。 | 461年8月2日 リキメルにより処刑        |
|      | リウィウス・セウェルス LIBIVS SEVERVS AVGVSTVS                      | 生年不明 ルカーニア （イタリア本土） | 461年11月 – 465年8月頃                                        | 元老院議員。マヨリアヌス没後、リキメルの傀儡として皇帝となる。 | 465年 不明                            |
|      | アンテミウス PROCOPIVS ANTHEMIVS AVGVSTVS                           | 420年                                | 467年4月12日 – 472年7月11日                                   | 東方正帝マルキアヌスの娘婿。西方帝位が空位となっていた時期に、東方正帝レオ1世によって西方正帝と宣言された。西ローマ帝国の有力者リキメルと争い、敗れて処刑された。 | 472年7月11日 リキメルにより処刑される |
|      | オリュブリウス FLAVIVS ANICIVS OLYBRIVS AVGVSTVS                    | 420年                                | 472年7月11日 – 472年11月2日                                   | ウァレンティニアヌス3世の娘婿。リキメル病没後、ヴァンダル軍の協力を得て帝位を得るが、自らも流行病に倒れる。 | 472年11月2日 自然死                   |
|      | グリケリウス FLAVIVS GLYCERIVS AVGVSTVS                             | ?                                    | 473年3月 – 474年6月                                           | アニシウス氏族出身。ブルグント族のグンドバト王の協力で帝位を得るが、東方正帝レオ1世の支持を得たユリウス・ネポスに追放される。 | 480年以降 サロナにて病没              |
|      | ユリウス・ネポス FLAVIVS IVLIVS NEPOS AVGVSTVS                      | 430年                                | 474年6月 – 475年8月28日（イタリア） – 480年春（ダルマティア） | ダルマティア海軍の提督マルケリヌスの甥で、東方正帝レオ1世の娘婿。レオ1世の強い支持でグリュケリウスを追放して皇帝となる。軍司令官オレステスの裏切りで追放され、ダルマティアへ亡命する。亡命後もダルマティアを実効支配するとともに、新たな東方正帝ゼノンからは正式な「西方の共同皇帝」と見なされ、ロムルス・アウグストゥルスとオレステスを追放したオドアケルからも承認されていた。亡命先で自らの護衛兵によって暗殺された。 | 480年 暗殺される                      |
|      | ロムルス・アウグストゥルス FLAVIVS ROMVLVS AVGVSTVS                 | 460年                                | 475年10月31日 – 476年9月4日                                   | 蛮族出身の軍司令官オレステスの息子。ユリウス・ネポスを追放した父オレステスによって皇帝として擁立された。オレステスがオドアケルに敗れて失脚したことにより、退位に追い込まれ追放された。ただし殺害されたわけではなく、年金を得ながらイタリア南部で余生を送った。 | 不明                                  |

## 参考資料
- ダイアナ・バウダー編『古代ローマ人名事典』小田謙儞ほか訳、原書房、1994年、ISBN 9784562026050。
- パトリック・ル・ル 著、北野徹 訳『ローマ帝国　帝政前期の政治・社会』白水社 文庫クセジュ、2012年。ISBN 9784560509746。
- ベルナール・レミィ 著、大清水裕 訳『ディオクレティアヌスと四帝統治』白水社 文庫クセジュ、2010年。ISBN 9784560509487。
- ポール・ルメルル 著、西村六郎 訳『ビザンツ帝国史』白水社 文庫クセジュ、2003年。ISBN 4560058709。
- 尚樹啓太郎『ビザンツ帝国史』東海大学出版会、1999年。ISBN 4486014316。
- 南川高志『B.C.220年　帝国と世界史の誕生』山川出版社、2018年。ISBN 9784634445017。
- Carpenter, Clive. The Guinness Book of Kings Rulers & Statesmen, Guinness Superlatives Ltd., 1978, ISBN 090042446X.
- Holland, Tom. Rubicon: The Triumph and Tragedy of the Roman Republic,New edition, Abacus, 2004, ISBN 9780349115634.
- Ross, Martha. Rulers and Governments of the World, Vol.1, Earliest Times to 1491, Bowker, 1978, ISBN 0859350215.
- Scarre, Chris. & Shaw, Brandon. Chronicle of the Roman Emperors, Thames & Hudson, 1995, Reprinted 2001, ISBN 0500050775.
- Starr, Chester G. A History of the Ancient World, Second Edition, Oxford University Press, 1974.
- Tacitus, The Annals of Imperial Rome, Penguin Classics, Michael Grant Publications Ltd., 1971, Reprinted 1985, ISBN 0140440607.
- Tapsell, R. F. Monarchs Rulers Dynasties and Kingdoms of The World, Thames & Hudson, 1981, Reprinted 1987, ISBN  0500273375.